# Funtouch OS
Funtouch OS é um sistema operacional móvel baseado no Android, desenvolvido pela Vivo. Lançado inicialmente em 2013, ele é o software principal dos smartphones Vivo. O sistema é uma versão personalizada da plataforma Android, com modificações para aprimorar a experiência do usuário. Entre os recursos exclusivos dos aparelhos da Vivo está uma nova interface de usuário.

## História
O Vivo X5 foi o primeiro dispositivo a rodar o Funtouch OS 2.0 em 2014. Embora baseado no Android 4.4.2, o sistema operacional foi modificado para oferecer funções e elementos de design exclusivos dos dispositivos Vivo. O Funtouch OS recebeu inúmeras atualizações ao longo dos anos, cada uma adicionando novas funcionalidades e melhorias ao sistema.
Em 19 de novembro de 2020, a Vivo anunciou o lançamento de um novo sistema para smartphones, o Origin OS (a versão internacional continuou usando o Funtouch OS), durante uma conferência em Shenzhen, substituindo a interface do Funtouch OS. O OriginOS trouxe melhorias na fluidez visual e tátil, além de otimizar o gerenciamento de RAM, permitindo o efeito de ampliação de 'memória virtual' através do melhor aproveitamento do espaço de armazenamento interno.